# 디스커버리 우주왕복선
디스커버리 우주왕복선( - 宇宙往復船, 영어: Space Shuttle Discovery, 궤도선 제식번호: OV-103)은 미국 NASA의 우주왕복선 중에서 현재 퇴역한 3대 가운데 하나이다.
1984년에 초도비행을 했다.
실제 임무를 수행한 3번째 궤도선이며, 현재 남은 3대 중에서는 가장 오래되었다.
디스커버리호는 연구와 국제 우주 정거장 조립 임무에 사용되었다.

## 갤러리

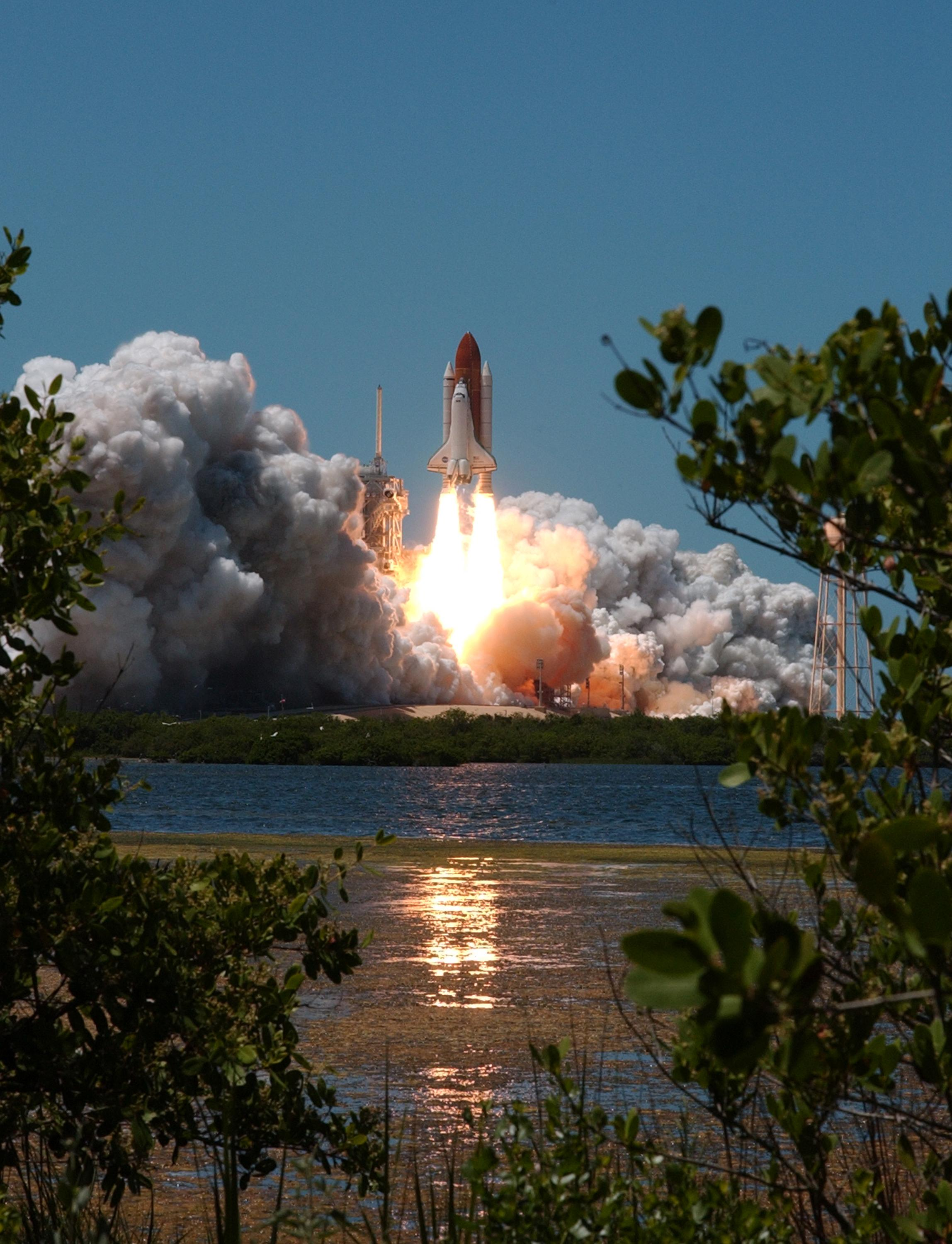
STS-121 발사. 디스커버리호는 미국 독립기념일에 발사한 유일한 우주왕복선이다.
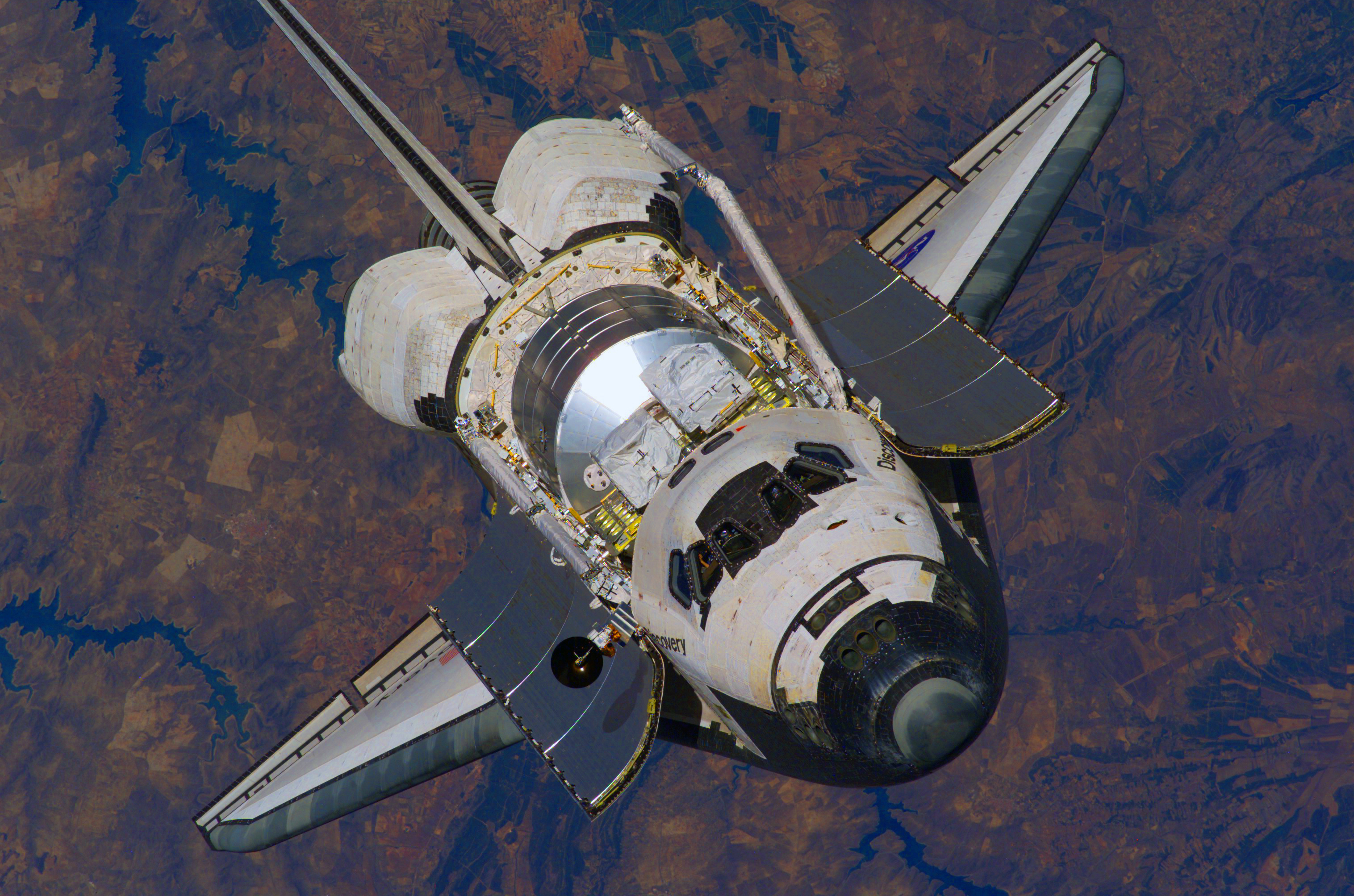
디스커버리호가 국제 우주 정거장에 도킹하기 위해 접근하고 있다. 이 임무는 STS-121이다.
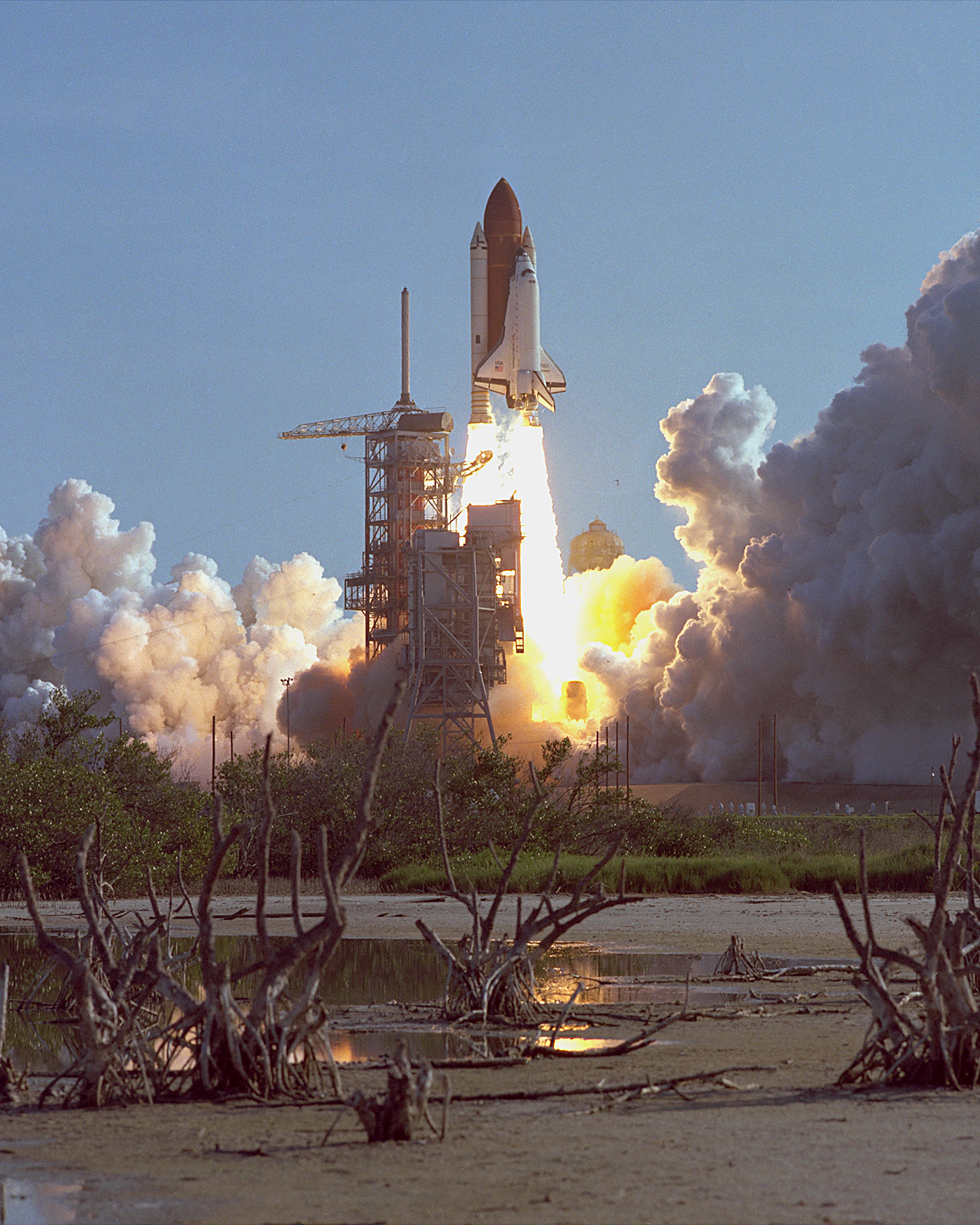
STS-41-D 발사 장면. 디스커버리호의 최초 임무였다.
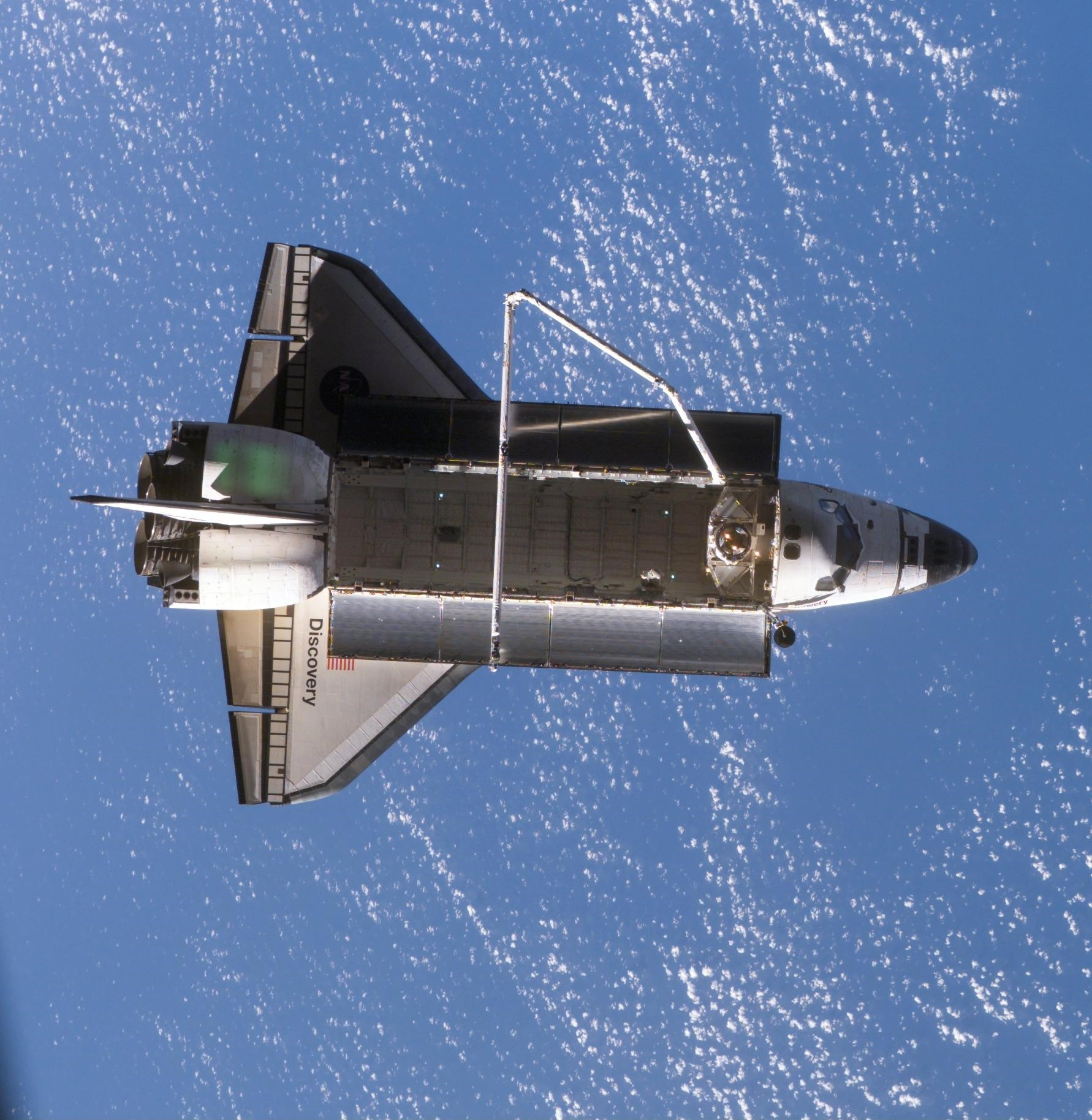
2007년 11월 5일 국제 우주 정거장에서 분리되고 있는 디스커버리호.
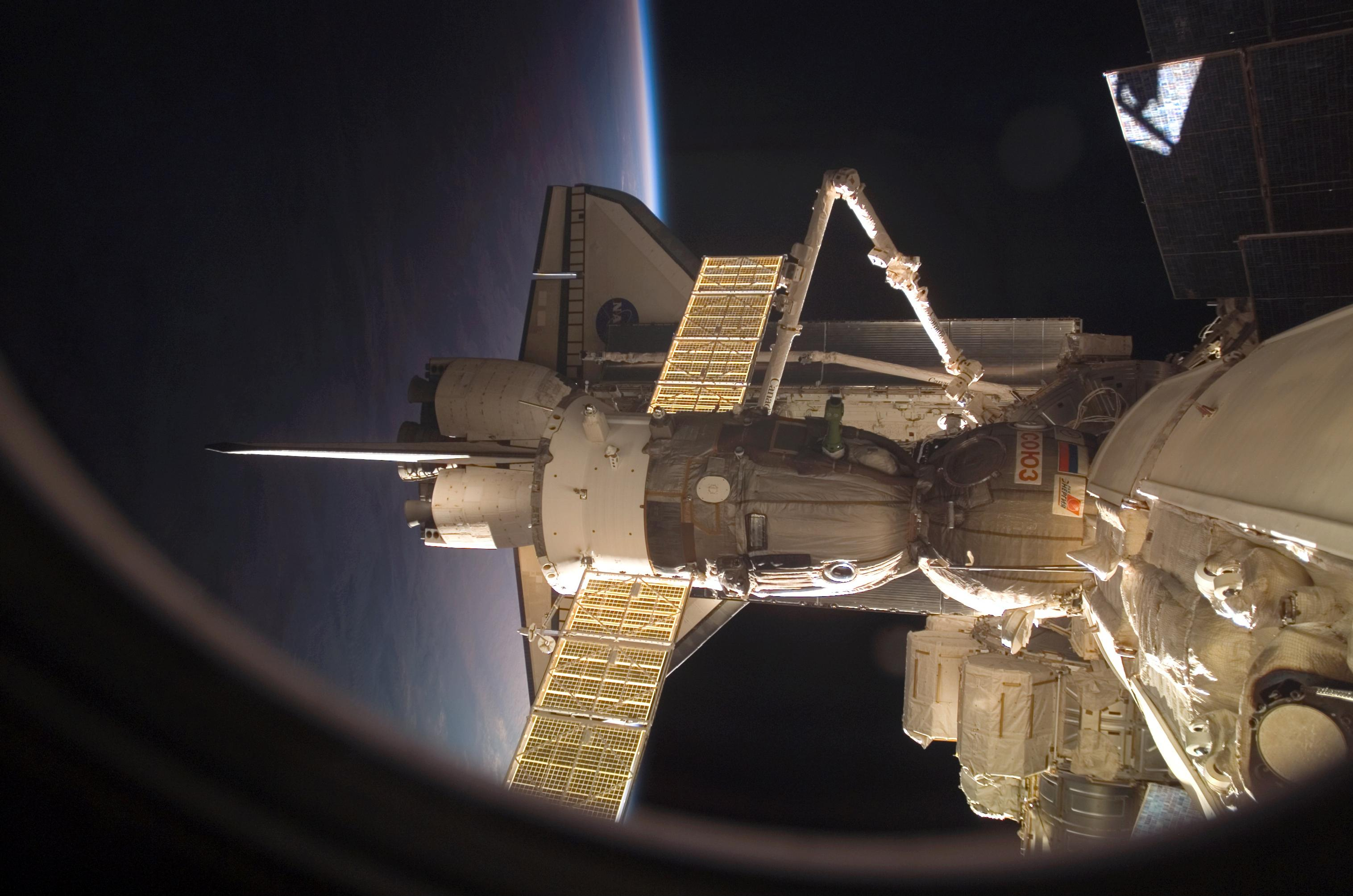
소유즈 우주선과 디스커버리호.
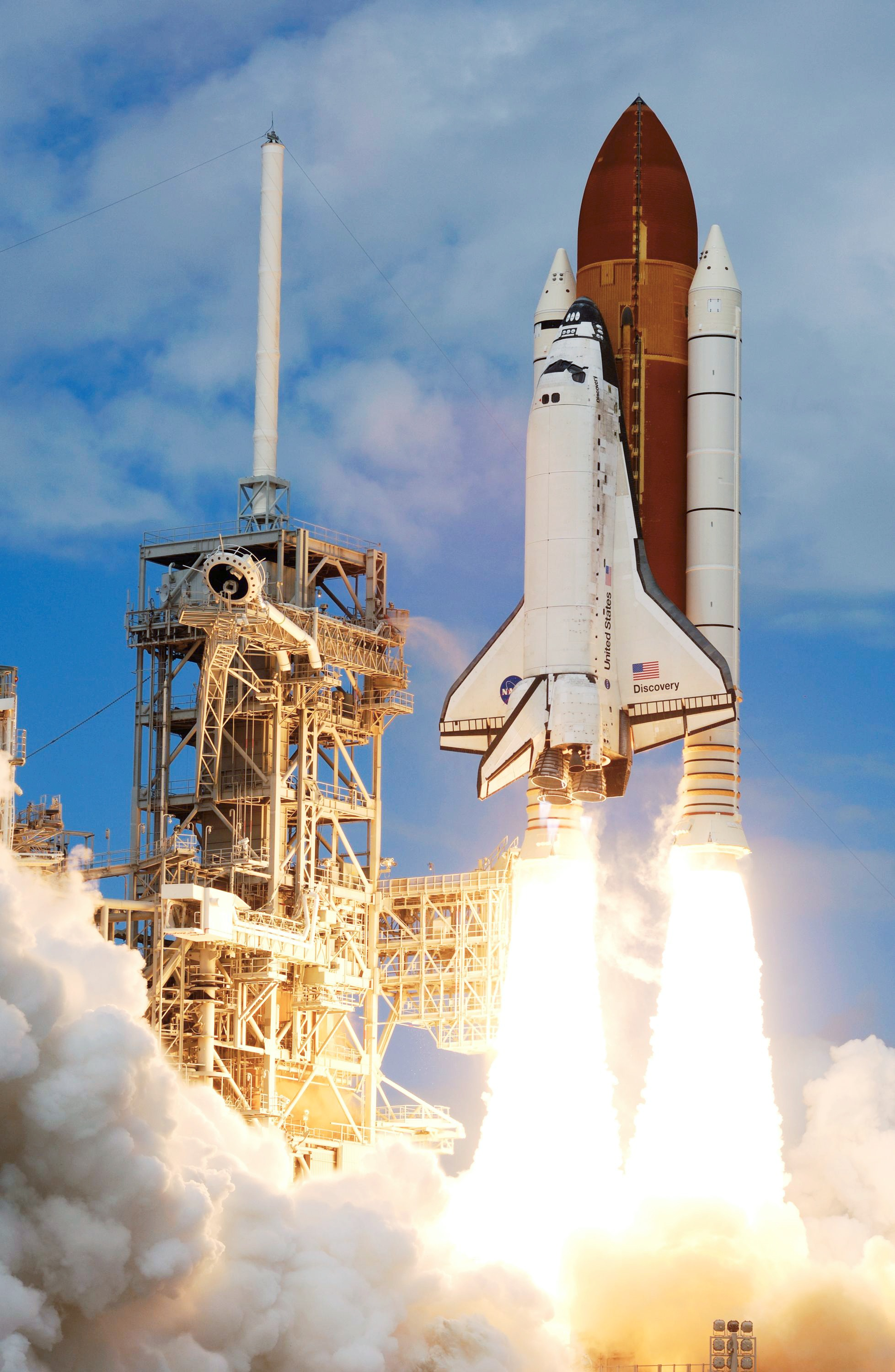
STS-120의 발사 장면.
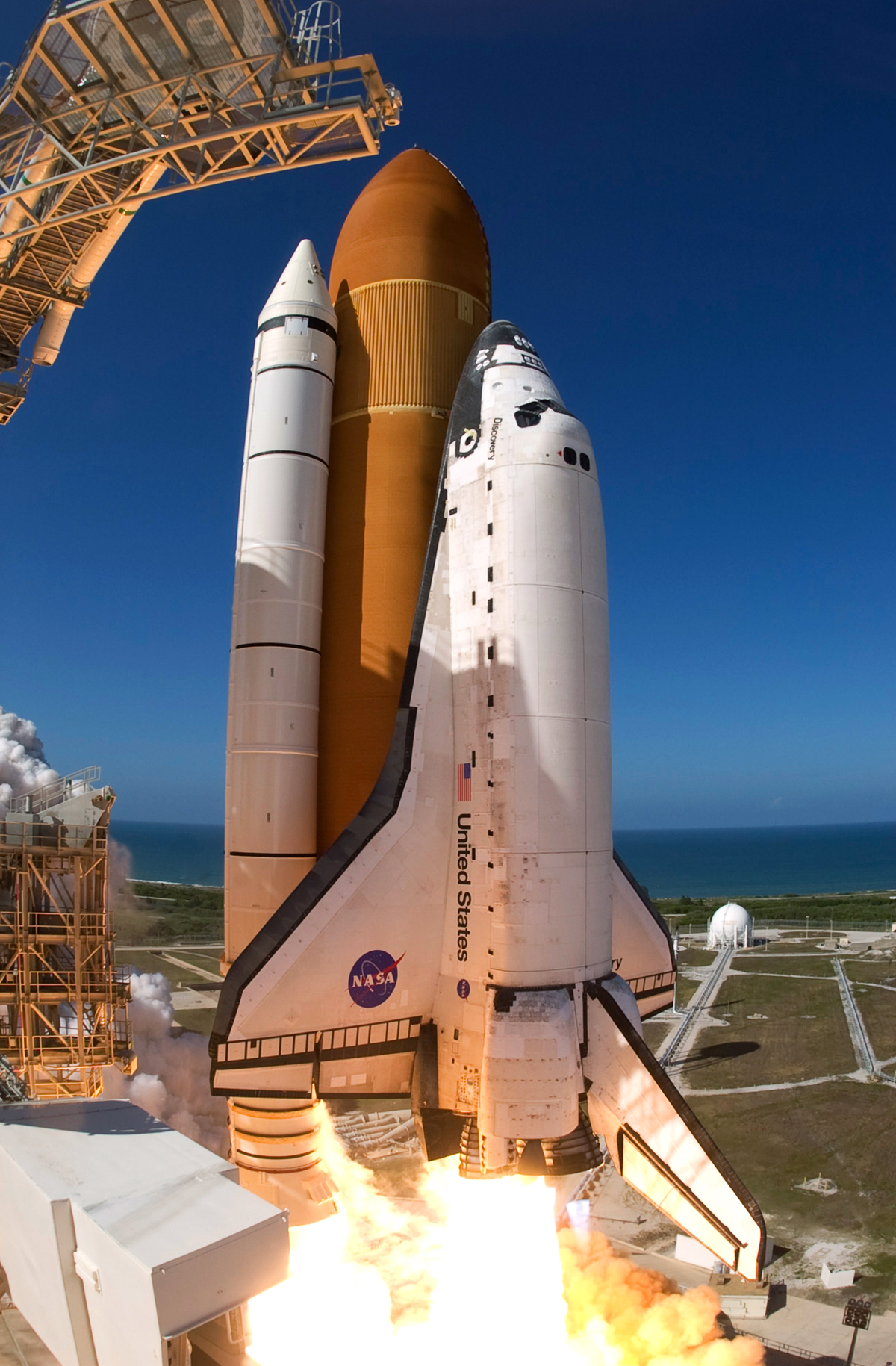
STS-124의 발사 장면.
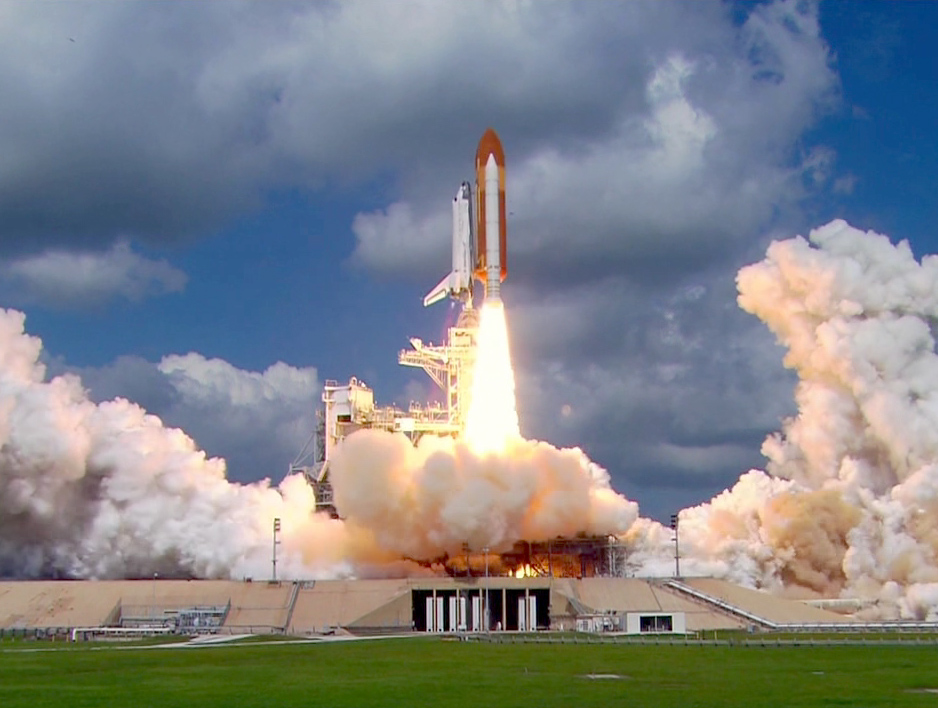
STS-114의 발사 장면. 이 임무는 2003년 컬럼비아 우주왕복선이 폭발한 이후 2년 만에 발사되는 것이다.
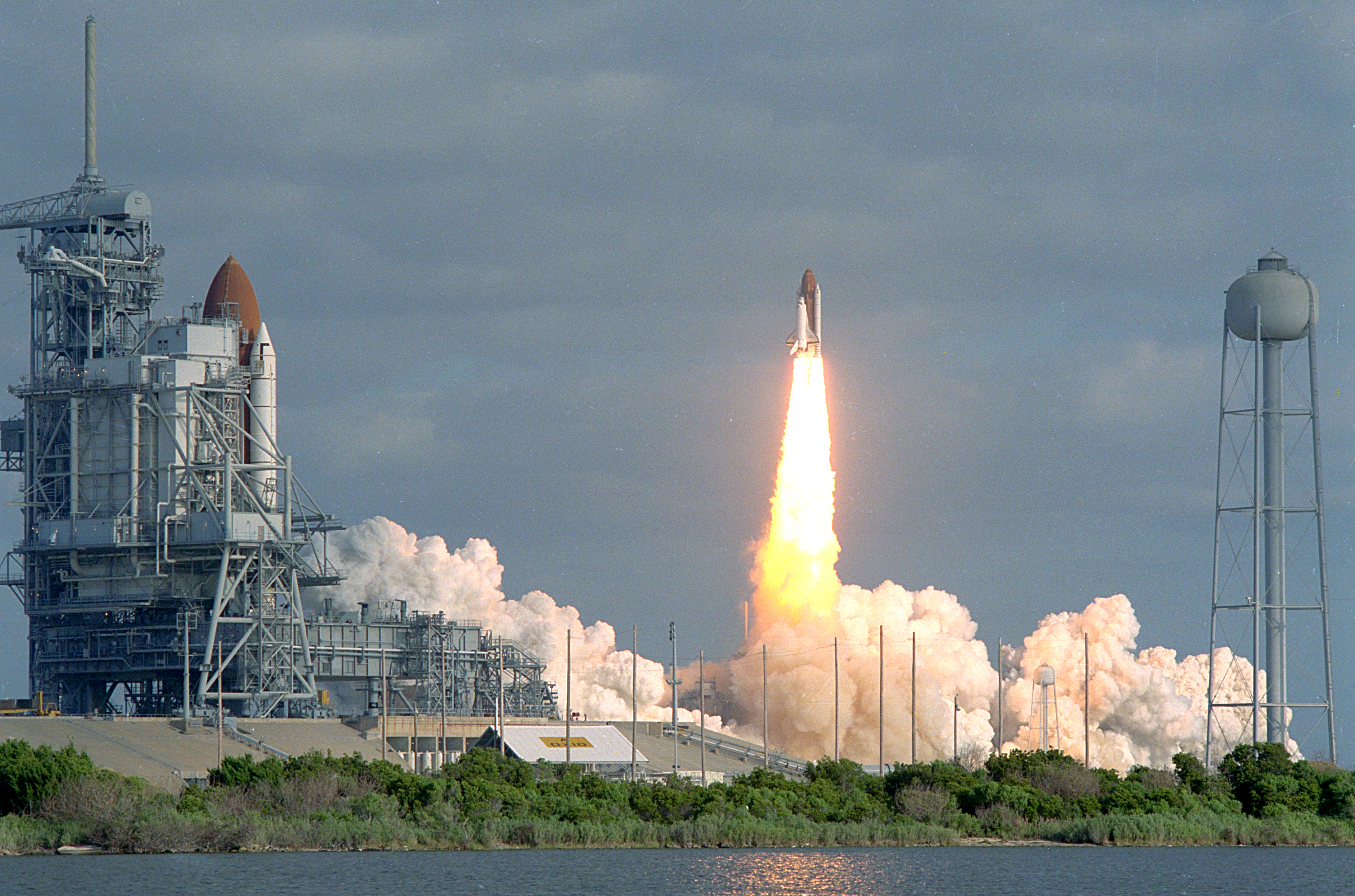
STS-31의 발사 장면. 이 임무는 허블 우주망원경을 궤도상에 올려놓기 위한 것이다.
STS-92의 착륙.
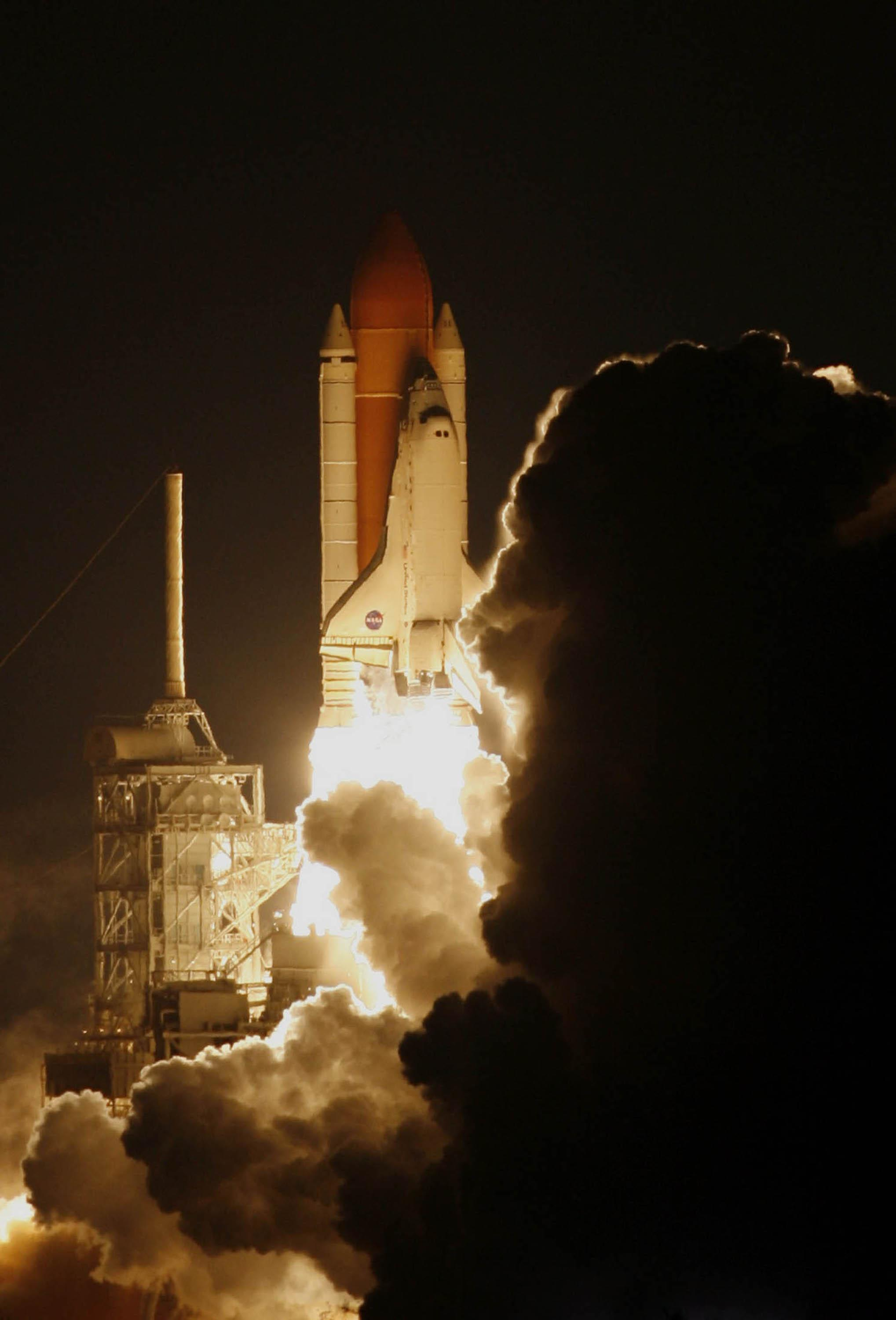
STS-116의 발사 장면.
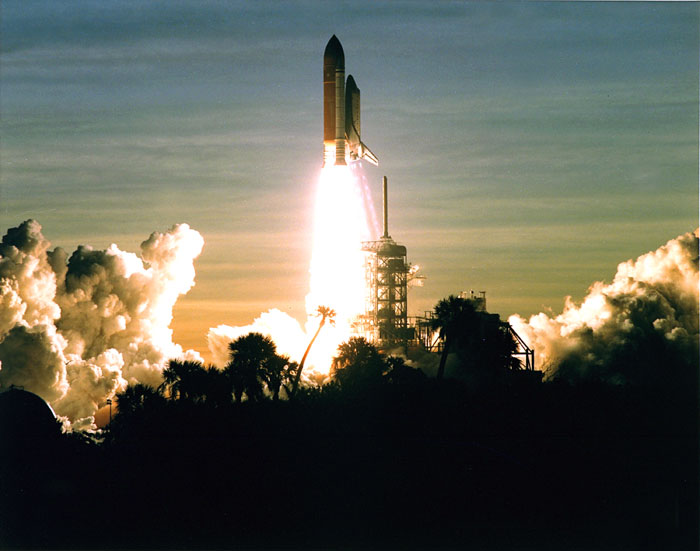
STS-60의 발사 장면.